# Arma Paul
Arma Paul (másképp: Amrusz Pál v. Arma Pál, eredeti neve: Weisshaus Imre) (Budapest, 1905. november 22. – Párizs, 1987. november 28.) magyar származású francia zeneszerző, zongoraművész, zeneetnológus.

## Élete
Egy hangversenyen Bartókot hallva döntötte el, hogy zenei pályára lép. 1920-tól a Zeneakadémián Bartók Béla tanítványa volt, ő inspirálta népdalgyűjtésre. 
A fiatal növendéket azonban negyedéves korában kicsapták.
Európában és az USA-ban koncertezett, előadásokat tartott. A nácizmus elől Párizsba menekült, és ott telepedett le. Dolgozott a francia rádiónál. Francia népdalokat, az Ellenállás dalait és amerikai néger spirituálékat gyűjtött.

## Művei
- 1922-ben keletkezett legelső darabja, egy zongorakíséretes dal Ady Endre Jó Csönd-herceg előtt című versére.
- Petite Suite (op. 14) (1930)
- Á la mémoire de Béla Bartók – vonószenekarra és ütőkre (op. 293) (1982)
- Harminchat francia népdal
- 1947-ben társszerkesztőként megjelentetett egy zenei lexikont.
- Elektronikus műveket is komponált.

## Lásd még
Madrid védői.